# María García-Lliberós
María García-Lliberós Sánchez-Robles es una escritora española, nacida en Valencia el 3 de mayo de 1950

## Biografía
Licenciada en Ciencias Económicas por la Universidad de Valencia, y en Ciencias Políticas y Sociología por  la Universidad Complutense de Madrid, respectivamente. María García-Lliberós, fue directora general de Medios de Comunicación Social de la Generalidad Valenciana, desde donde impulsó la creación de la RTVV, directora del Centro Regional de TVE en Valencia, y delegada de RTVE en la Comunidad Valenciana. 
Funcionaria por oposición, Técnico de Administración Especial Economista del Ayuntamiento de Valencia, hasta agosto de 2015 en que se jubiló.  
Ha sido Presidenta de la Asociación de Escritores y Críticos Literarios Valencianos (CLAVE). 
Ha colaborado, como columnista, con diversos medios de comunicación escritos, como El País, edición de la Comunidad Valenciana, Las Provincias, y el Diario Levante-EMV, y ejerce la crítica literaria en Posdata, el suplemento cultural de este último diario y en su blog Crónica de lecturas http://cronicadelecturas.blogspot.com.es. 
Los temas más frecuentes de sus obras son las relaciones humanas en la distancia corta: familia, pareja, amigos, en un entorno de clase media urbano y contemporáneo, destacando la profundidad psicológica de sus protagonistas. Los pequeños y grandes dramas en el entorno doméstico o laboral, los problemas sociales en la sociedad actual, los prejuicios de clase en contraste con el afán de rebeldía de algunos de sus miembros, la situación de la mujer en la España del siglo XX y XXI, las consecuencias de los diferentes regímenes políticos en la vida de los ciudadanos corrientes,  los conflictos internos de los personajes que determinan su conducta, etc., sin llegar a caer nunca en el costumbrismo o en el sentimentalismo fácil.

## Obras
- Más allá de la tristeza, novela, Editorial Sargantana, Valencia, 2021
- Nada importa, microrrelato incluido en la Antología de la Asociación Cultural Torrent de Paraules, editado por el Ayuntamiento de Torrent, 2021
- La función perdida, novela, Editorial Sargantana, Valencia, 2017
- Diario de una sombra, novela, Editorial Sargantana, Valencia, 2015, novela
- Josefina, niña mala, relato incluido en el libro Arquitectura de la palabra, editado por el instituto Alfons el magnànim, 2012.
- Lucía o la fragilidad de las fuertes, novela, Plataforma editorial, Barcelona, 2011).
- Babas de caracol (Ediciones Áurea, Barcelona, 2006), novela. Reeditada por Plataforma editorial en 2014.
- El último desfile de las hormigas, relato breve, incluido en el libro El mundo es ancho pero no ajeno, editado por Bancaja, 2004.
- Como ángeles en un burdel (Editorial Algaida, Sevilla 2002), novela
- El miedo (Institut Alfons el Magnànim, 2003), relato traducido al valenciano-[catalán|catalán]], italiano, portugués y [francés|francés]].
- Equívocos, novela, Editorial Algaida, Sevilla 1999.
- El juego de los espejos, Editorial Nadir, Valencia, 1996, novela.
- La encuestadora, CAM, 1992, novela corta

## Galardones
- Premio de Novela Corta Gabriel Sijé, en 1992, por La encuestadora
- Finalista Premio de Novela Ateneo de Sevilla en 1999, por Equívocos
- Premio de la Crítica Valenciana en 1999, por Equívocos
- Premio Ateneo de Sevilla en 2002, por Como ángeles en un burdel.
- Finalista Premio de la Crítica Valenciana en 2006, por Babas de caracol.

## Películas
- Mentiras, dirigida por Miguel Perelló y protagonizada por Imanol Arias, Juli Mira y Esther Arroyo, entre otros. Esta película, inspirada en su novela Equívocos, se rodó en 2004 y se estrenó en enero de 2005 en el Canal 9
- Coguionista, junto con Isabel Barceló, del documental "La Bori, diva universal", realizado por Lluis Miquel Campos (2012) y estrenado el mismo año en Canal Nou.